# 23298 Льовенштейн
23298 Льовенштейн (23298 Loewenstein) — астероїд головного поясу, відкритий 2 січня 2001 року.
Тіссеранів параметр щодо Юпітера — 3,581.